# Parafia św. Rodziny w Tomaszowie Mazowieckim
Parafia Świętej Rodziny w Tomaszowie Mazowieckim – parafia rzymskokatolicka w Tomaszowie Mazowieckim leżąca na terenie archidiecezji łódzkiej w dekanacie tomaszowskim. Prowadzona przez filipinów.

## Historia
Początki Oratorium tomaszowskiego sięgają lat 1969–1971, gdy na prywatnej działce przy ul. Niskiej 81 wybudowano jednorodzinny domek oraz garaż i suszarnię owoców, którą już w 1971 r. przystosowano na salę katechetyczną. W rok później ks. bp Józef Rozwadowski zezwala na codzienne odprawianie mszy św., a kilka miesięcy później eryguje kaplicę pod wezwaniem Świętej Rodziny i zezwala na przechowywanie w niej Najświętszego Sakramentu. Kościół parafialny został zbudowany w latach 1982–1984 w stylu nowoczesnym i konsekrowany 20 października 1990.

## Grupy parafialne
Ruch Światło-Życie, Wspólnota Odnowy w Duchu Świętym, Żywa Róża, Rycerstwo Niepokalanej, III Zakon św. Franciszka, Akcja Katolicka, chór parafialny, schola dziecięca, młodzieżowa i dorosłych, liturgiczna służba ołtarza, asysta parafialna, Bractwo Eucharystyczne, Towarzystwo Przyjaciół WSD w Łodzi.

## Galeria

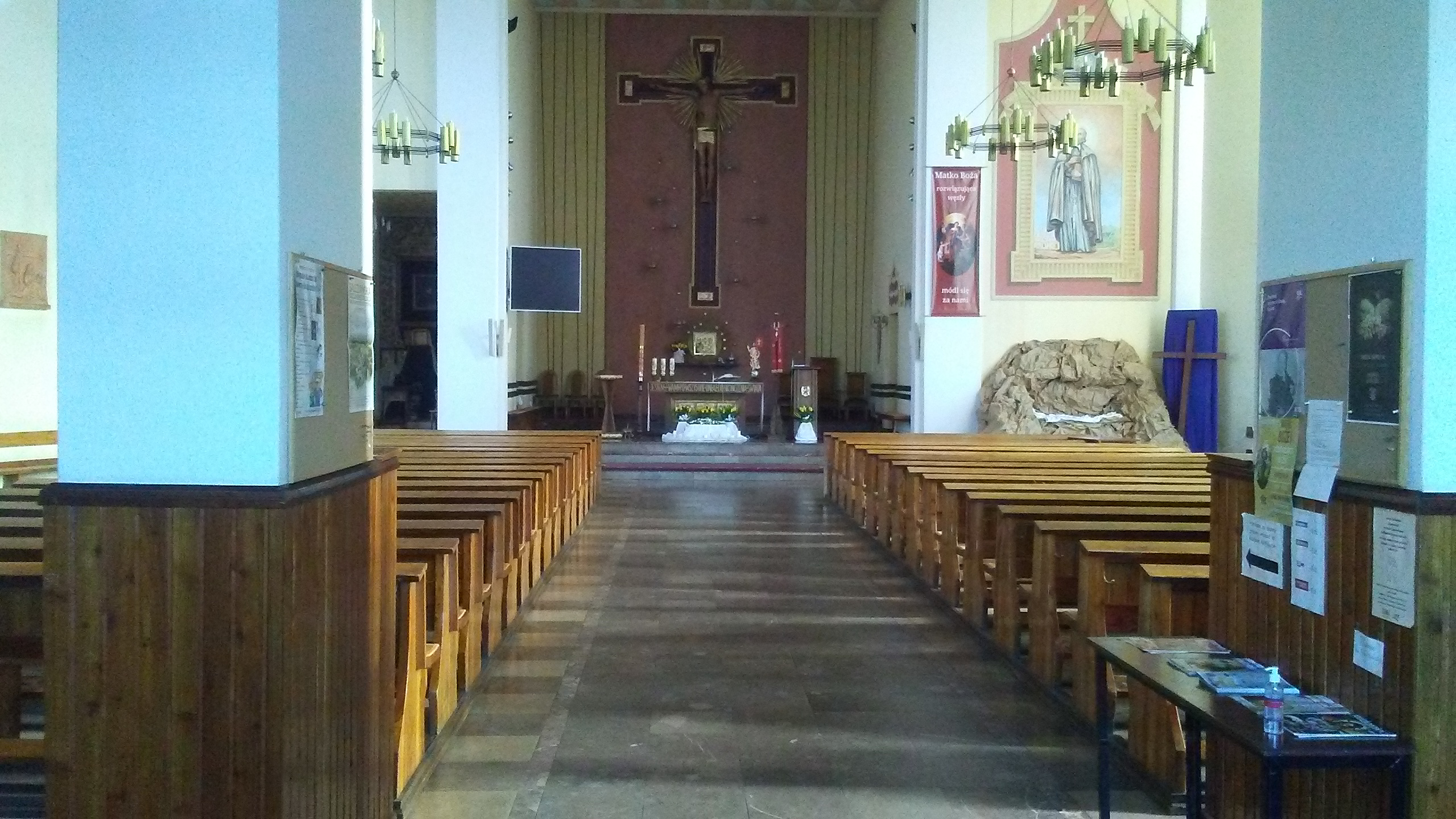
Wewnątrz świątyni
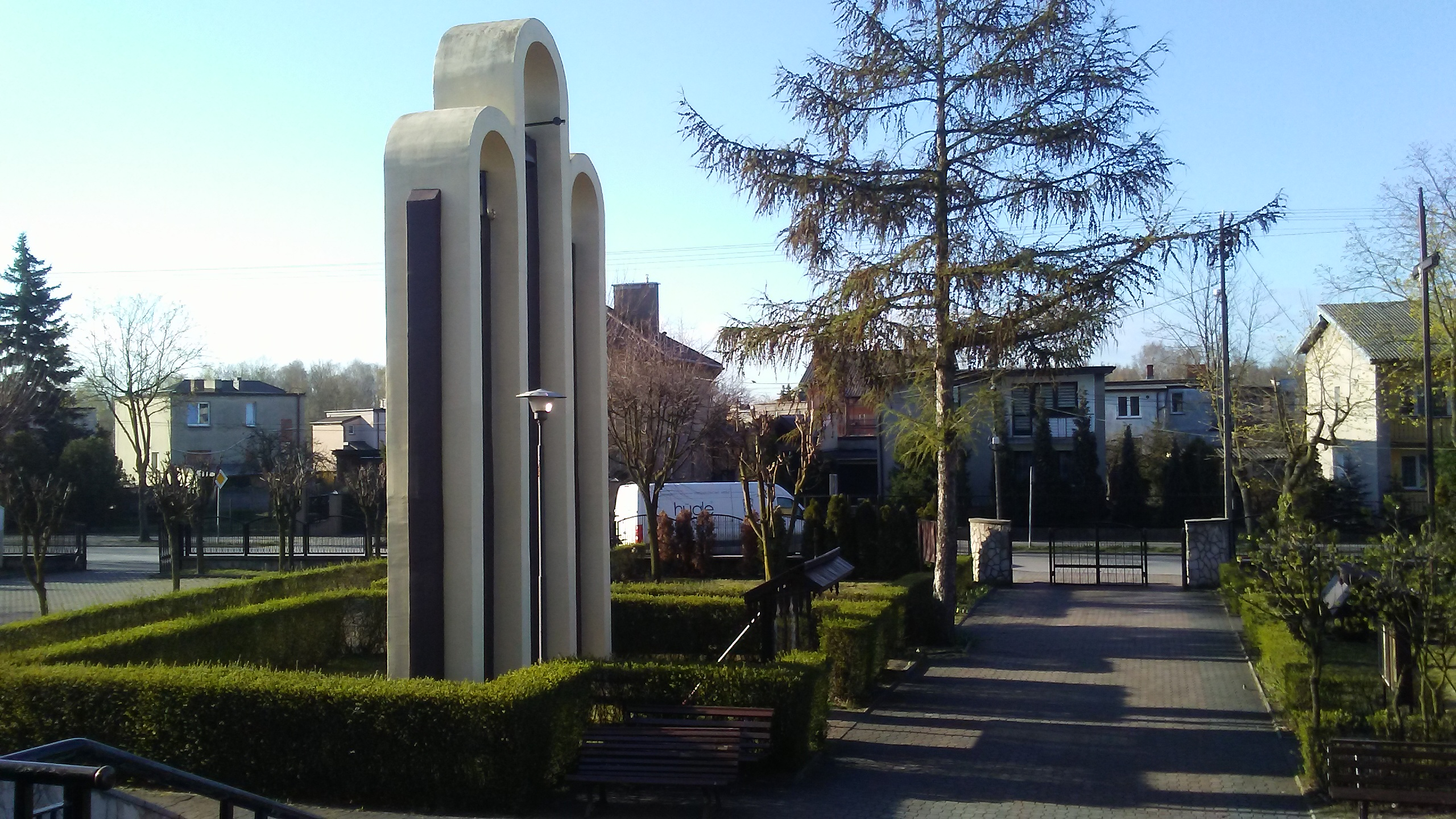
Dziedziniec kościoła
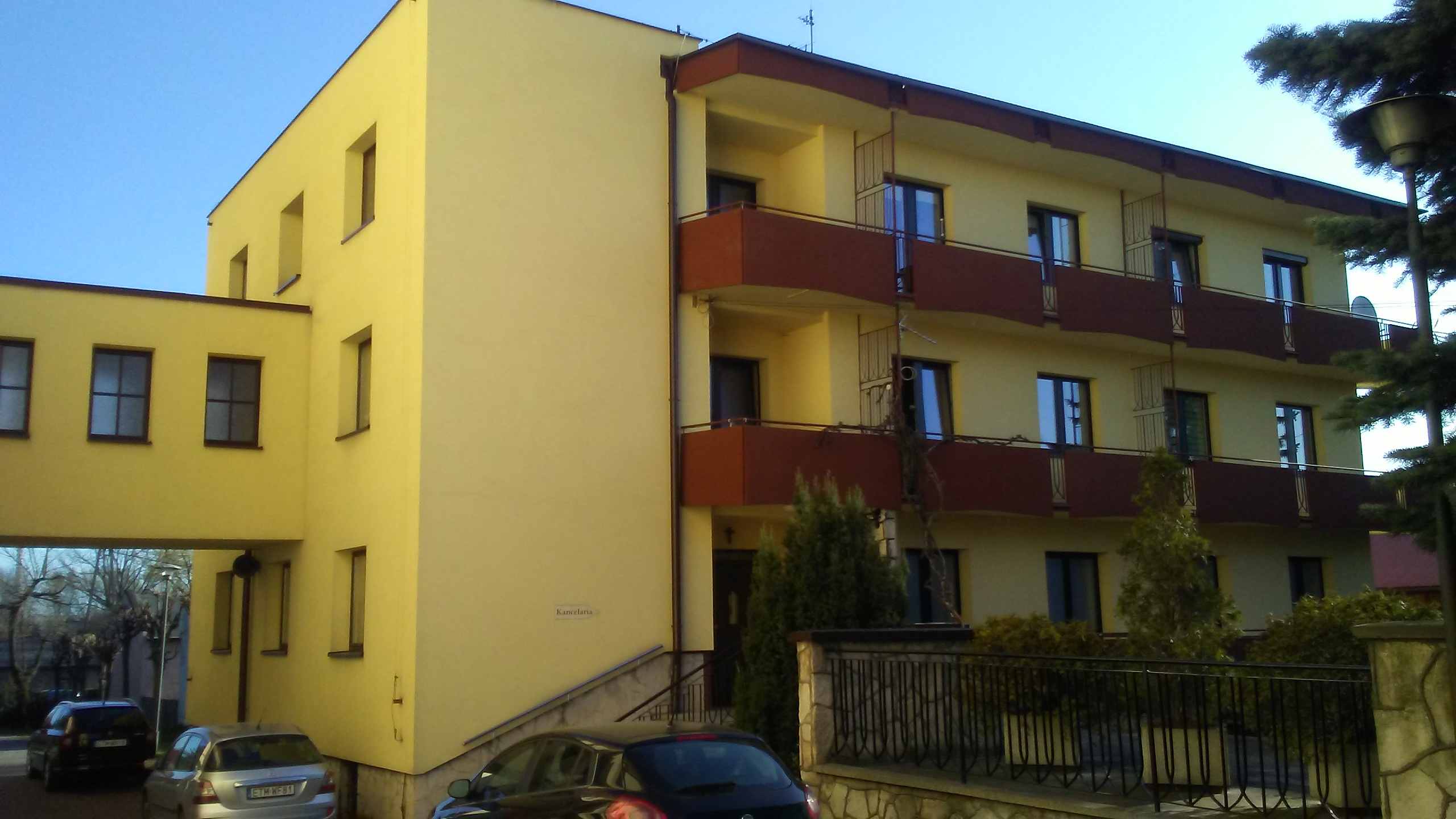
Kancelaria parafii i  plebania